# Blindnietzange

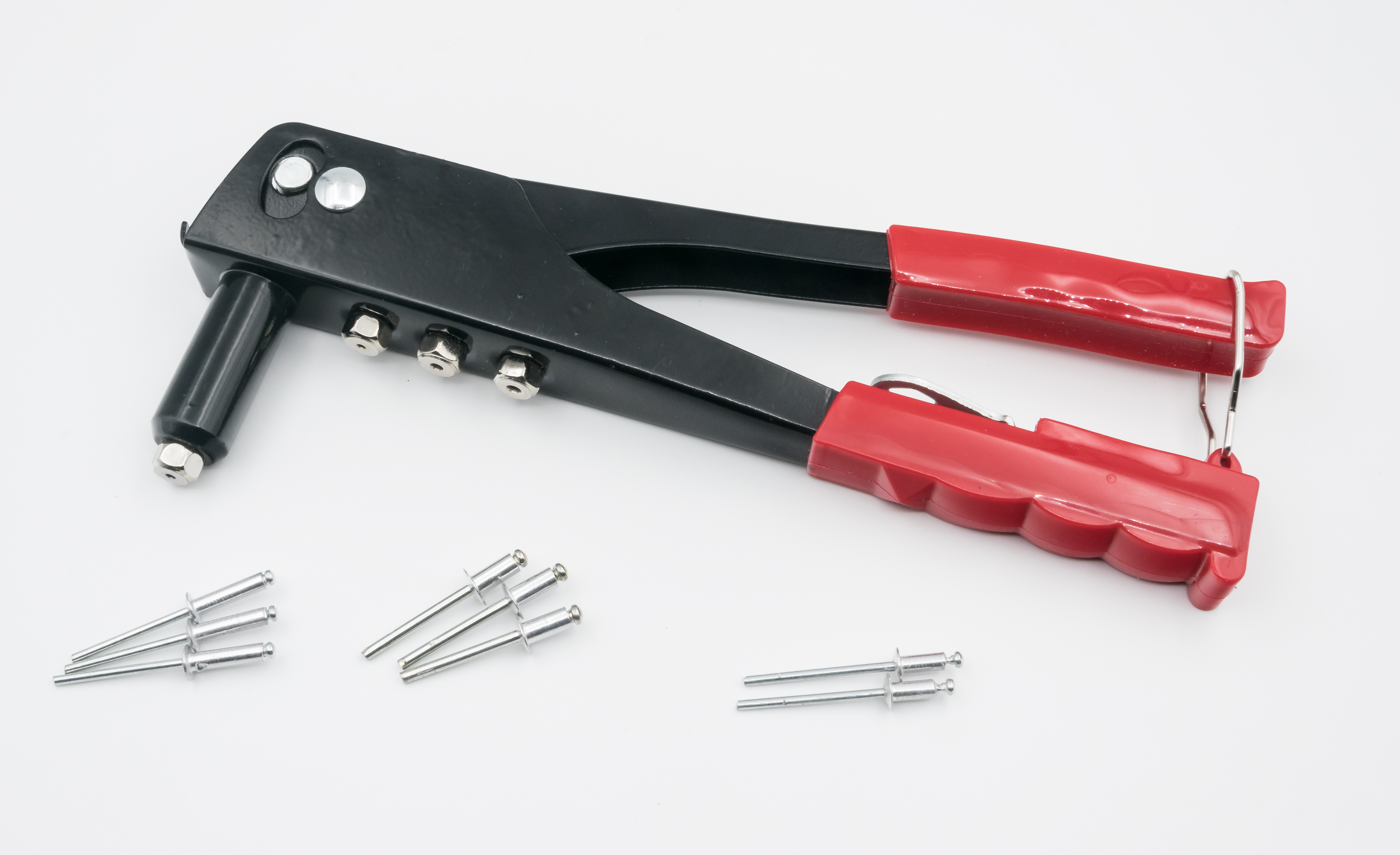
Blindnietzange und Blindniete

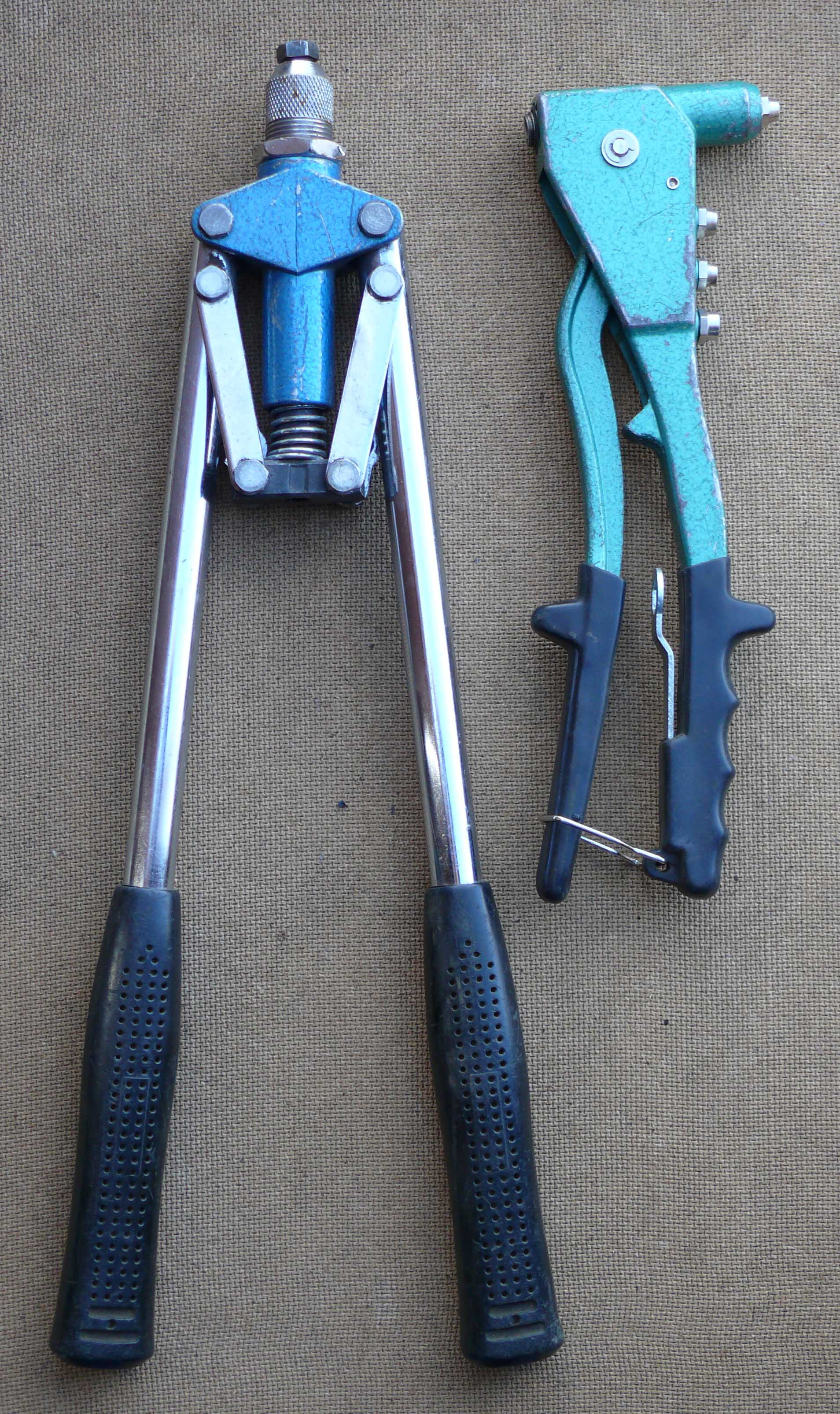
Blindnietzange mit Kniehebel (links) neben einer normalen

Eine Blindnietzange ist ein spezielles Werkzeug zur Befestigung von Blindnieten. Nicht nur in der Schweiz nennt man dieses Werkzeug Popnietenzange.

## Funktion
Die Zange nimmt zunächst den Dorn des Niets auf. Bei Betätigung wird der Dorn gegriffen und in die Zange hineingezogen, während der Niet selbst am Kopf der Zange ansteht. Für Niete unterschiedlicher Dorndurchmesser lässt sich die Dornaufnahme der Zange austauschen. 
Bei Zug auf den Dorn wirft dieser zunächst auf der Gegenseite das Nietmaterial entlang seinem ganzen Kopfumfang auf, bis dieses am Werkstück ansteht. Bei weiterem Zug bricht der Dorn an seiner Sollbruchstelle innerhalb des Niets. Der Dornkopf verbleibt dabei im Niet und stabilisiert diesen. Der abgebrochene äußere Teil des Dorns wird aus Niet und Zange als Abfall entfernt.

## Bauart
Es gibt verschiedene Arten von Blindnietzangen, die sich vor allem in der Handhabung unterscheiden:
- Standardnietzange mit einfachem Hebelgriff
- Scherennietzange
- akkubetriebene Nietzange
- druckluftbetriebene Nietzange

## Abmessungen
Die Dornaufnahme der Zange muss zum Niet passend gewählt werden. Ist die Aufnahme für den Dorn zu groß, kann die Zange den Dorn nicht fassen. Ist die Aufnahme zu klein, passt der Dorn nicht in die Zange.
Eine Reihe von ISO-Normen standardisiert für einige Arten von Blindnieten einige Abmessungen. Je nach Bauart und Materialien der Niete ist dabei eine andere Norm anzuwenden.
Beispielsweise regelt die Norm EN ISO 15977:2002 die in Deutschland in Baumärkten leicht erhältlichen offenen Blindnieten mit Stahldorn und Aluminiumschaft:
| Schaftdurchmesser/mm    | 2,40 | 3,00 | 3,20 | 4,00 | 4,80 | 5,00 | 6,00 | 6,40 |
| max. Dorndurchmesser/mm | 1,55 | 2,00 | 2,00 | 2,45 | 2,95 | 2,95 | 3,40 | 3,90 |

Von diesen Werten abweichend spezifiziert ISO 15979:2002 für Niete mit Stahlschaft (meist) größere maximale Dorndurchmesser:
| Schaftdurchmesser/mm    | 2,40 | 3,00 | 3,20 | 4,00 | 4,80 | 5,00 | 6,00 | 6,40 |
| max. Dorndurchmesser/mm | 1,50 | 2,15 | 2,15 | 2,80 | 3,50 | 3,50 | 3,40 | 4,00 |

ISO 15983:2002 wiederum gilt für Niete mit Edelstahlschaft, mit meist leicht kleineren maximalen Dorndurchmessern als bei herkömmlichem Stahl:
| Schaftdurchmesser/mm    | 0,00 | 3,00 | 3,20 | 4,00 | 4,80 | 5,00 |
| max. Dorndurchmesser/mm | 0,00 | 2,05 | 2,15 | 2,75 | 3,20 | 3,25 |